# Скрытая работа
«Скрытая работа» — советский художественный фильм 1979 года, снятый режиссёром Михаилом Беликовым на киностудии имени Александра Довженко.
Экранизация одноимённой повести Гария Немченко.
Премьера фильма состоялась 31 марта 1980 года. Фильм посмотрели 100 тыс зрителей.

## Сюжет
Бригада строителей сталкивается с проблемами на стройке и пытается решить их, в то время как художница Мирослава приезжает на завод для преддипломной практики и пытается запечатлеть жизнь и работу рабочих. В конечном итоге, бригадир заменяет бракованные плиты, чтобы завершить стройку, и Мирослава уезжает, не закончив своё задание.

## В ролях
- Георгий Малявский — Эдик Агафонов
- Александр Ануров — Травушкин
- Нина Ивашова — Мирослава
- Юрий Мажуга — Всеславский
- Анатолий Переверзев — Безотказный
- Борис Сабуров — старик
- Василий Фущич — Жупиков

В съёмках фильма принимали участие рабочие завода «Азовсталь» города Жданов в Донецкой области.

## Съёмочная группа
- Режиссёр: Михаил Беликов
- Сценарист: Гарий Немченко
- Оператор: Игорь Беляков
- Художник: Пётр Слабинский
- Звукорежиссёр: Виктор Брюнчугин
- Композитор: Валентин Сильвестров

В фильме звучит музыка в исполнении Государственного симфонического оркестра УССР, дирижёр Фёдор Глущенко.